# Amt Krempermarsch
Amt Krempermarsch er et amt i det nordlige Tyskland, beliggende i den sydlige del af Kreis Steinburg. Kreis Steinburg ligger i den sydvestlige del af delstaten Slesvig-Holsten. Amtets administrationen er beliggende i byen Krempe.

## Kommuner i Amtet
| 1. Bahrenfleth 2. Dägeling 3. Elskop 4. Grevenkop | 1. Krempe, by 2. Kremperheide 3. Krempermoor | 1. Neuenbrook 2. Rethwisch 3. Süderau |

## Historie
1. april 1948 blev Amt Neuenbrook oprettet med kommunerne Neuenbrook, Dägeling, Grevenkop og Rethwisch. Ved en fusion med Amt Kremperheide am 1. august 1956 kom kommunerne Bahrenfleth, Kremperheide og Krempermoor til. 1. juli 1969 indtrådte byen Krempe i amtet. Efter disse forandringer blev det omdøbt til Amt Krempermarsch, og administrationen blev flyttet fra Neuenbrook til Krempe. I 1970 indtrådte kommunerne Elskop og Süderau i amtet.

## Eksterne kilder og henvisninger
1. ↑  "Kommunesammenlægning"

- Amt Krempermarsch